# Influências em Tolkien
As obras de fantasia de J. R. R. Tolkien sobre a Terra Média, especialmente O Senhor dos Anéis e O Silmarillion, foram influenciadas por uma ampla gama de fontes, incluindo linguística, Cristianismo, mitologia, arqueologia, literatura antiga e literatura moderna [en], além de experiências pessoais. Sua principal inspiração veio de sua profissão como  filólogo; seu trabalho centrava-se no estudo da literatura em Inglês Antigo, especialmente Beowulf, e ele reconheceu a importância dessas fontes para suas criações.
Tolkien era um linguista talentoso, influenciado por línguas e mitologias germânicas, celtas, finlandesas [en], eslavas e gregas. Sua ficção reflete suas crenças cristãs e suas leituras de infância de histórias de aventura e livros de fantasia. Comentadores tentaram identificar diversos antecedentes literários e topológicos para personagens, lugares e eventos em suas obras. Alguns escritores foram certamente importantes para ele, como o polímata do movimento Artes e Ofícios William Morris, e ele utilizou nomes de lugares reais, como  Bolsão, o nome da casa de sua tia.
Tolkien afirmou que suas experiências de infância no interior da Inglaterra, em Warwickshire, e a urbanização pelo crescimento de Birmingham, bem como sua  experiência pessoal na Primeira Guerra Mundial, influenciaram suas obras.

## Filologia

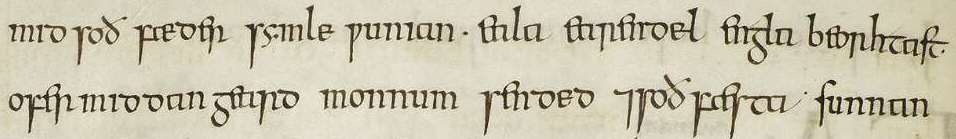
Ēala ēarendel engla beorhtast / ofer middangeard monnum sended, "Salve Earendel, o mais brilhante dos anjos, enviado aos homens sobre a Terra Média" (segunda metade da primeira linha, primeira metade da segunda linha) - trecho do poema en no en, folio 9v, topo, que inspirou Tolkien a iniciar seu legendário

Tolkien era um filólogo profissional, especialista em linguística comparativa e histórica. Ele tinha particular familiaridade com o Inglês Antigo e línguas relacionadas. Em uma entrevista ao poeta e crítico do The New York Times Harvey Breit [en], Tolkien afirmou: "Sou filólogo, e todo o meu trabalho é filológico"; ele explicou à sua editora americana Houghton Mifflin que isso significava que seu trabalho era "coerente e, fundamentalmente, de inspiração linguística. [...] A invenção de línguas é a base. As 'histórias' foram criadas mais para dar um mundo às línguas do que o contrário. Para mim, o nome vem primeiro, e a história segue."

### Christ I
Tolkien começou seu legendário com o poema de 1914, The Voyage of Earendel the Evening Star [A Viagem de Eärendil, a Estrela Vespertina], inspirado pelo poema em inglês antigo Christ I. Por volta de 1915, ele concebeu a ideia de que sua língua construída Quenya era falada pelos Elfos que Eärendil encontrava em suas jornadas. A partir disso, escreveu o Lay of Earendel [O Lai de Eärendil], narrando as viagens de Eärendil e como seu navio se transforma na estrela matutina. Esses versos de Christ I também forneceram a Tolkien o termo Terra Média (traduzindo o Inglês Antigo Middangeard). Assim, os medievalistas Stuart D. Lee [en] e Elizabeth Solopova [en] afirmam que Christ I foi "o catalisador da mitologia de Tolkien".

### Beowulf

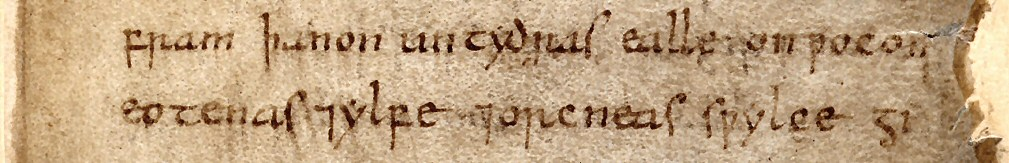
Os eotenas [ond] ylfe [ond] orcneas de Beowulf, "ogros [e] elfos [e] cadáveres demoníacos", inspiraram Tolkien a criar orcs, elfos e outras raças.

Tolkien era especialista em literatura em Inglês Antigo, especialmente no poema épico Beowulf, e fez amplo uso dele em O Senhor dos Anéis. Por exemplo, a lista de criaturas em Beowulf, eotenas ond ylfe ond orcnéas, "etenos [gigantes], elfos e cadáveres demoníacos", contribuiu para a criação de algumas raças da Terra Média, embora com tão poucas informações sobre os elfos, Tolkien precisou combinar fragmentos de várias fontes em inglês antigo.
Ele derivou os Ents de uma frase de outro poema em inglês antigo, Maxims II [en], orþanc enta geweorc, "trabalho habilidoso dos gigantes"; o estudioso de Tolkien Tom Shippey [en] sugere que Tolkien tomou o nome da torre de Orthanc (orþanc) da mesma frase, reinterpretada como "Orthanc, a fortaleza dos Ents". A palavra aparece novamente em Beowulf na frase searonet seowed, smiþes orþancum, "[uma cota de malha, uma] rede astuta tecida, pela habilidade de um ferreiro": Tolkien usou searo em sua forma merciana *saru para o nome do governante de Orthanc, o mago Saruman, incorporando as ideias de astúcia e tecnologia ao personagem. Ele também utilizou Beowulf, junto com outras fontes em inglês antigo, para diversos aspectos dos Cavaleiros de Rohan: por exemplo, suas terras eram a Marca, uma versão de Mércia, onde ele viveu, no dialeto merciano *Marc.

### Sigelwara
Vários conceitos da Terra Média podem ter origem na palavra em inglês antigo Sigelwara, usada no Codex Junius [en] para designar "etíope". Tolkien questionou por que havia uma palavra com esse significado e conjecturou que ela teria tido um significado diferente no passado, que ele explorou em detalhes em seu ensaio "Sigelwara Land [en]", publicado em duas partes em 1932 e 1934. Ele afirmou que Sigel significava tanto "sol" quanto "joia", o primeiro por ser o nome da runa do sol *sowilō [en] (ᛋ), e o segundo derivado do latim sigillum, um selo. Ele concluiu que o segundo elemento era *hearwa, possivelmente relacionado ao inglês antigo heorð, "lareira", e, em última análise, ao latim carbo, "carvão". Ele sugeriu que isso implicava uma classe de demônios "com olhos vermelhos brilhantes que emitiam faíscas e rostos negros como fuligem". Shippey afirma que isso "ajudou a naturalizar o Balrog" (um demônio de fogo) e contribuiu para as Silmarils, joias associadas ao sol. Os etíopes sugeriram a Tolkien os Haradrim, uma raça de homens morenos do sul.

### Nodens

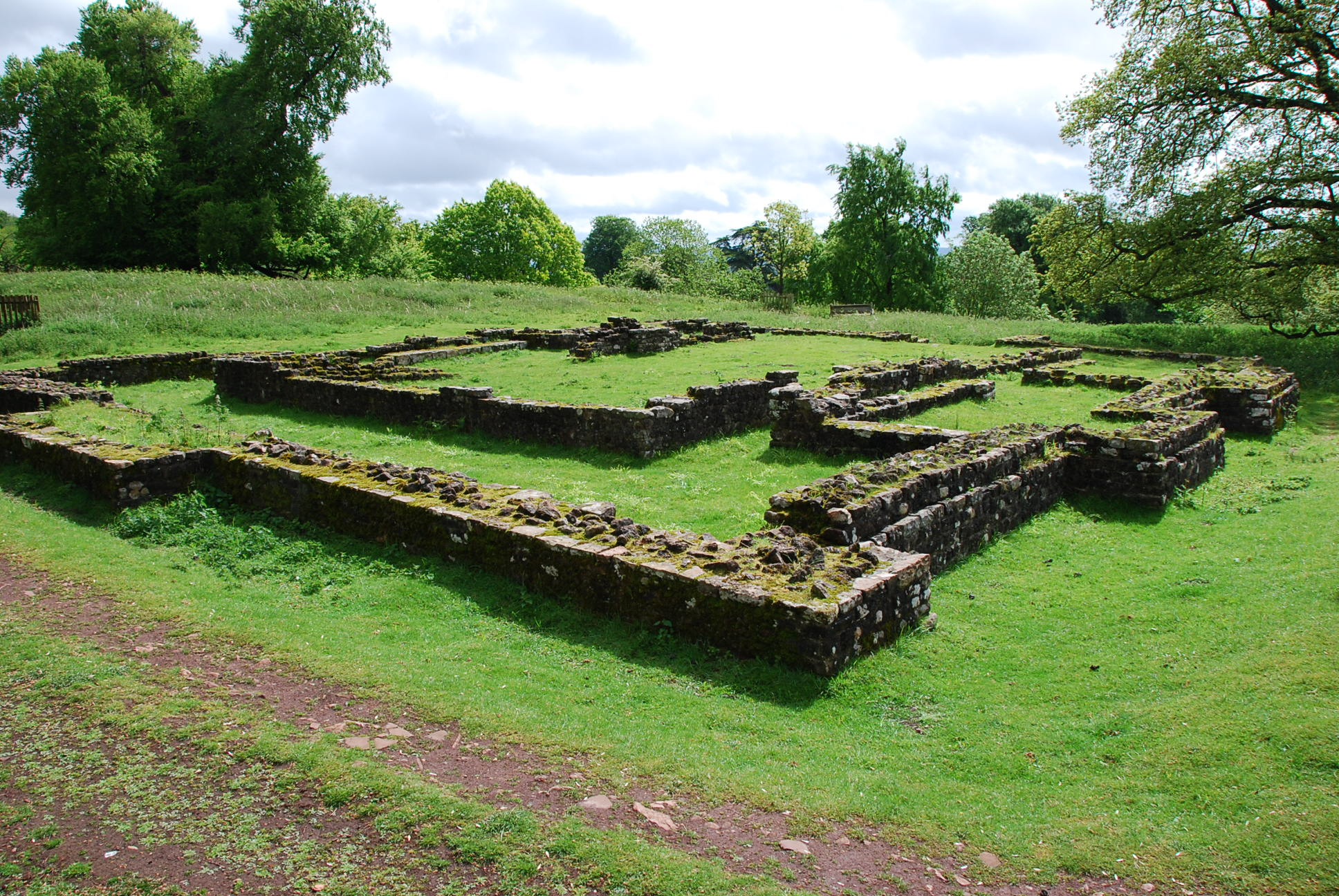
Tolkien visitou o templo de Nodens em um local conhecido como "Dwarf's Hill" e traduziu uma inscrição com uma maldição sobre um anel. Essa experiência pode ter inspirado seus anães, as Minas de Moria, os anéis e Celebrimbor "Mão de Prata", um elfo-ourives que contribuiu para a construção de Moria.

Em 1928, um templo de culto romano-britânico do século IV foi escavado em Lydney Park [en], Gloucestershire. Tolkien foi convidado a analisar uma inscrição em latim no local: "Ao deus Nodens. Silvianus perdeu um anel [en] e doou metade [de seu valor] a Nodens. Que entre aqueles chamados Senicianus não haja saúde até que o anel seja devolvido ao templo de Nodens." O nome anglo-saxão para o local era "Dwarf's Hill" (Colina dos Anões), e, em 1932, Tolkien associou Nodens ao herói irlandês Nuada Airgetlám, "Nuada da Mão de Prata".
Shippey considerou essa experiência uma "influência pivotal" no universo da Terra Média de Tolkien, combinando um herói divino, um anel, anões e uma mão de prata. A Enciclopédia de J.R.R. Tolkien destaca a aparência semelhante a um hobbit dos túneis de mineração em Dwarf's Hill e observa que Tolkien demonstrou grande interesse pelo folclore local durante sua estadia, citando o comentário de Helen Armstrong de que o local pode ter inspirado "Celebrimbor e os reinos caídos de Moria e Eregion". A curadora de Lydney, Sylvia Jones, afirmou que Tolkien foi "certamente influenciado" pelo local. O pesquisador de literatura inglesa John M. Bowers observa que o nome do elfo-ourives Celebrimbor é o sindarin para "Mão de Prata" e que, "como o local era conhecido localmente como Colina dos Anões e repleto de minas abandonadas, naturalmente sugeriu-se como inspiração para a Montanha Solitária e as Minas de Moria."

## Cristianismo
Tolkien era um católico romano devoto. Ele descreveu O Senhor dos Anéis a seu amigo, o padre jesuíta inglês Robert Murray [en], como "uma obra fundamentalmente religiosa e católica, inicialmente de forma inconsciente, mas conscientemente na revisão." Muitos temas teológicos permeiam a narrativa, incluindo a luta entre o bem e o mal, o triunfo da humildade sobre o orgulho e a ação da graça divina, como visto na piedade de Frodo em relação a Gollum. Além disso, a épica inclui temas como morte e imortalidade, misericórdia e piedade, ressurreição, salvação, arrependimento, autossacrifício, livre-arbítrio, justiça, companheirismo, autoridade e cura. Tolkien mencionou o Pai-nosso, especialmente a linha "E não nos deixeis cair em tentação, mas livrai-nos do mal", em conexão com as lutas de Frodo contra o poder do Um Anel. Tolkien afirmou: "É claro que Deus está presente em O Senhor dos Anéis. O período era pré-cristão, mas era um mundo monoteísta", e, quando questionado sobre quem era o Deus Único da Terra Média, respondeu: "O Único, claro! O livro é sobre o mundo que Deus criou – o mundo real deste planeta."
A Bíblia e a narrativa cristã tradicional também influenciaram O Silmarillion. O conflito entre Melkor e Eru Ilúvatar é paralelo ao entre Satanás e Deus. Além disso, O Silmarillion narra a criação e a queda dos Elfos, assim como o Gênesis relata a criação e a queda do Homem. Como em todas as obras de Tolkien, O Silmarillion deixa espaço para a história cristã posterior, e uma versão dos rascunhos de Tolkien até apresenta Finrod, um personagem de O Silmarillion, especulando sobre a necessidade da eventual encarnação de Eru Ilúvatar para salvar a humanidade. Uma influência cristã específica é a noção da queda do homem, que influenciou a Ainulindalë, o Massacre em Alqualondë e a queda de Númenor.

## Mitologia

### Germânica

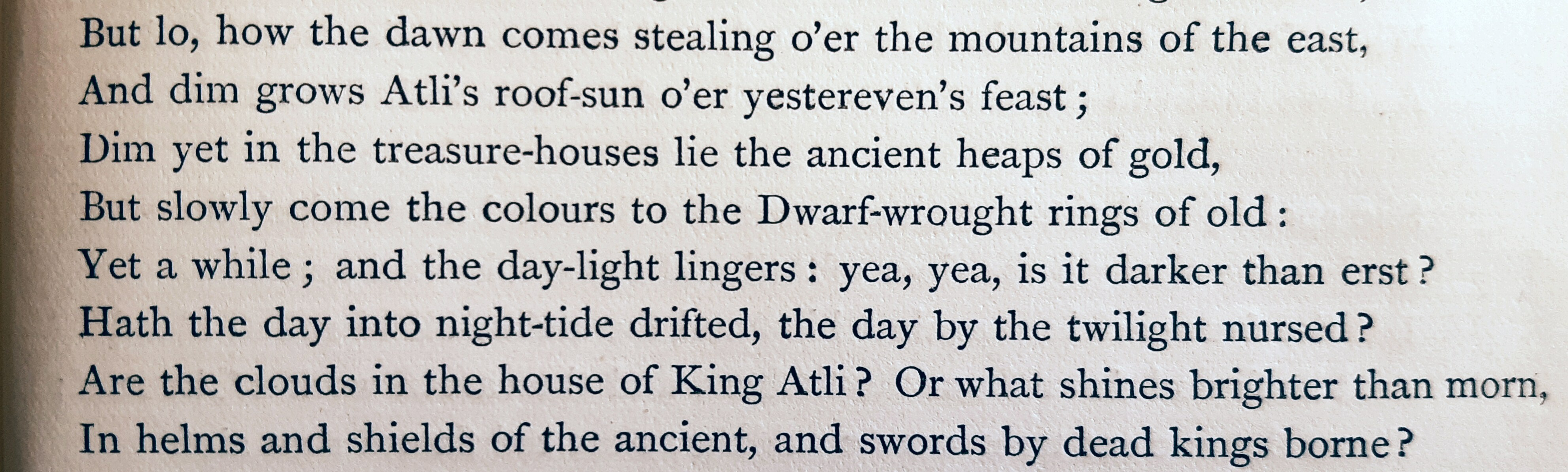
en de William Morris narrou (neste trecho da página 389) sobre Anéis dos Anões e espadas carregadas por reis mortos. en e a tradução em prosa de Morris e Magnússon.

Tolkien foi influenciado pela lenda heroica germânica [en], especialmente em suas formas nórdica e anglo-saxônica. Durante sua educação na King Edward's School em Birmingham, ele lia e traduzia do nórdico antigo em seu tempo livre. Uma de suas primeiras aquisições nórdicas foi a Saga dos Volsungos. Enquanto estudante, Tolkien leu a única tradução disponível em inglês da Saga dos Volsungos, a tradução de 1870 por William Morris do movimento vitoriano Arts & Crafts e pelo estudioso islandês Eiríkur Magnússon [en]. A Saga dos Volsungos em nórdico antigo e a Canção dos Nibelungos em alto-alemão médio eram textos contemporâneos que utilizaram as mesmas fontes antigas. Ambos forneceram parte da base para a série de óperas de Richard Wagner, Der Ring des Nibelungen, que apresenta, em particular, um anel mágico amaldiçoado e uma espada quebrada e reforjada. Na Saga dos Volsungos, esses itens são, respectivamente, Andvarinaut e Gram, correspondendo, de forma geral, ao Um Anel e à espada Narsil (reforjada como Andúril). A Saga dos Volsungos também forneceu vários nomes utilizados por Tolkien. A obra de Tolkien A Lenda de Sigurd e Gudrún discute a saga em relação ao mito de Sigurd e Gudrún.
Tolkien foi influenciado pela poesia anglo-saxônica, especialmente Beowulf; Shippey afirma que essa foi "obviamente" a obra que mais o influenciou. O dragão Smaug em O Hobbit é fortemente baseado no dragão de Beowulf, com semelhanças incluindo sua ferocidade, cobiça por ouro, voo noturno, posse de um tesouro bem guardado e grande idade. Tolkien utilizou o poema épico em O Senhor dos Anéis de várias maneiras, incluindo elementos como o grande salão de Heorot [en], que aparece como Meduseld, o Salão Dourado dos Reis de Rohan. O elfo Legolas descreve Meduseld em uma tradução direta da linha 311 de Beowulf (líxte se léoma ofer landa fela), "A luz dele brilha longe sobre a terra". O nome Meduseld, que significa "salão de hidromel", também é derivado de Beowulf. Shippey observa que todo o capítulo "O Rei do Salão Dourado" é construído exatamente como a seção do poema em que o herói e seu grupo se aproximam do salão do rei: os visitantes são desafiados duas vezes; empilham suas armas do lado de fora da porta; e ouvem palavras sábias do guarda, Háma, um homem que pensa por si mesmo e assume um risco ao tomar sua decisão. Ambas as sociedades têm um rei e governam um povo livre, onde, segundo Shippey, apenas obedecer ordens não é suficiente.

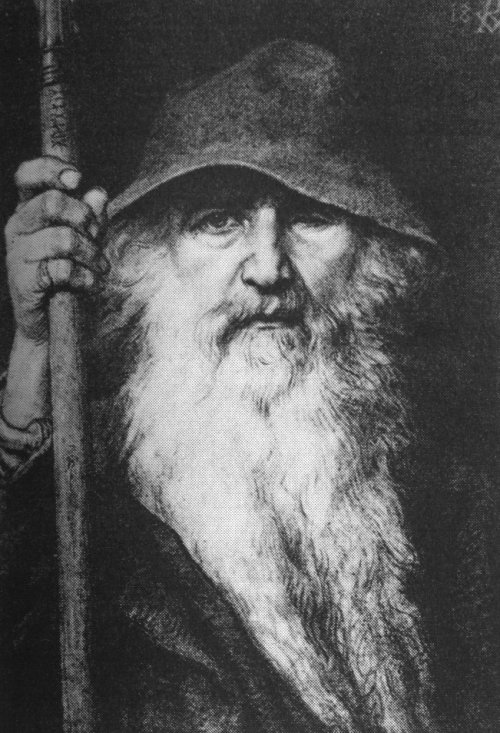
Tolkien escreveu que considerava Gandalf como um "Vagabundo Odínico". Odin, o andarilho por Georg von Rosen, 1886.

A figura de Gandalf é baseada na divindade nórdica Odin em sua encarnação como "O Andarilho", um velho com um olho, barba branca longa, chapéu de aba larga e cajado. Tolkien escreveu em uma carta de 1946 que considerava Gandalf um "vagabundo odínico". O Balrog e o colapso da Ponte de Khazad-dûm em Moria são paralelos ao jötunn de fogo Surtr e à destruição prevista da ponte de Asgard, Bifröst. A " estrada reta" que liga Valinor à Terra Média após a Segunda Era reflete a Bifröst, que conecta Midgard a Asgard, e os Valar lembram os Æsir, os deuses de Asgard. Thor, por exemplo, o mais forte dos deuses, pode ser visto tanto em Oromë, que luta contra os monstros de Melkor, quanto em Tulkas, o mais forte dos Valar. Manwë, o líder dos Valar, tem semelhanças com Odin, o "Pai de Todos". A divisão entre os Calaquendi (Elfos da Luz) e Moriquendi (Elfos da Escuridão) ecoa a divisão nórdica entre  elfos da luz e elfos da escuridão. Os elfos da luz da mitologia nórdica estão associados aos deuses, assim como os Calaquendi estão associados aos Valar.
Alguns críticos sugeriram que O Senhor dos Anéis foi diretamente derivado da série de óperas de Richard Wagner, Der Ring des Nibelungen, cujo enredo também gira em torno de um anel poderoso da mitologia germânica. Outros argumentaram que qualquer semelhança se deve à influência comum da Saga dos Volsungos e do Nibelungenlied em ambos os autores. Tolkien tentou refutar as comparações diretas com Wagner, dizendo a seu editor: "Ambos os anéis eram redondos, e aí termina a semelhança." Segundo a biografia de Humphrey Carpenter, Tolkien afirmava desprezar a interpretação de Wagner dos mitos germânicos relevantes, mesmo quando jovem, antes de chegar à universidade. Alguns pesquisadores adotam uma posição intermediária: ambos os autores usaram as mesmas fontes, mas Tolkien foi influenciado pelo desenvolvimento da mitologia por Wagner, especialmente pela concepção do Anel como conferindo domínio mundial. Wagner provavelmente desenvolveu esse elemento combinando o anel com uma varinha mágica mencionada no Nibelungenlied que poderia dar ao seu portador o controle sobre "a raça dos homens". Alguns argumentam que a negação de Tolkien de uma influência wagneriana foi uma reação exagerada às afirmações sobre o Anel feitas por  Åke Ohlmarks, tradutor sueco de Tolkien. Outros acreditam que Tolkien estava reagindo contra as associações entre a obra de Wagner e o nazismo.

### Finlandês

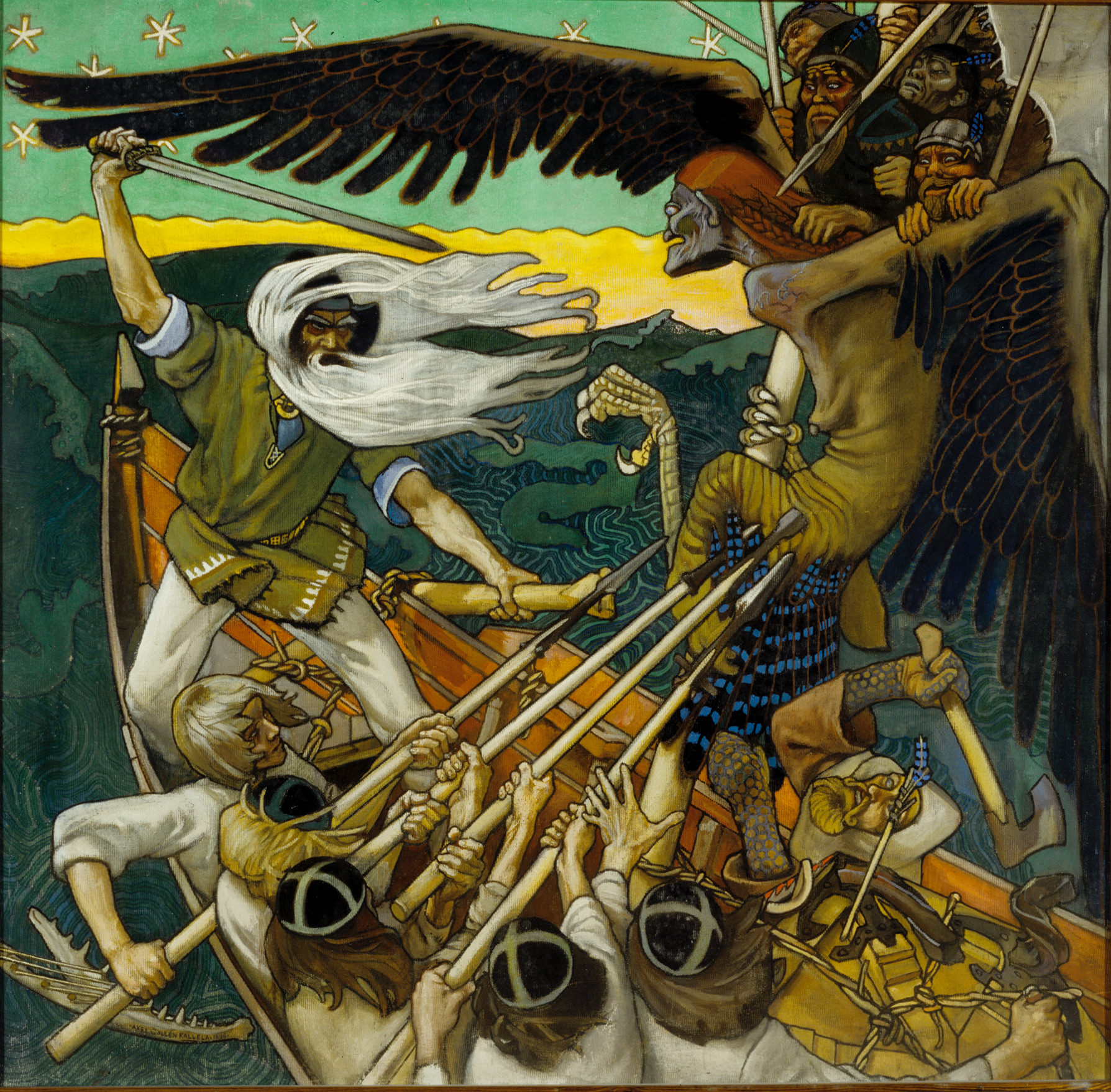
Tolkien pode ter se inspirado no épico finlandês Kalevala para criar alguns personagens da Terra Média. Pintura: en, adaptação de uma cena do Kalevala, por Akseli Gallen-Kallela, 1896.

Tolkien foi "profundamente impactado" pelo épico nacional finlandês Kalevala, especialmente pela história de Kullervo, que influenciou a criação da Terra Média. Ele reconheceu que a narrativa de Kullervo foi o "germe de [sua] tentativa de criar lendas". Tolkien tentou reescrever a história de Kullervo como uma narrativa própria, mas, embora não a tenha concluído, semelhanças ainda podem ser observadas na história de Túrin Turambar. Ambos são heróis trágicos que, sem saber, cometem incesto com suas irmãs, que, ao descobrirem, suicidam-se pulando em águas. Ambos os heróis, posteriormente, tiram suas próprias vidas após perguntarem às suas espadas se elas os matarão, o que as espadas confirmam.
Assim como O Senhor dos Anéis, o Kalevala gira em torno de um item mágico de grande poder, o Sampo, que concede grande fortuna a seu possuidor, mas cuja natureza exata nunca é totalmente esclarecida; ele já foi interpretado como um Pilar do mundo (Axis mundi), entre outras possibilidades. Pesquisadores, como Randel Helms [en], sugeriram que o Sampo influenciou os Silmarils, elementos centrais do legendário de Tolkien. Jonathan Himes propôs que Tolkien considerou o Sampo um conceito complexo e optou por dividir suas partes em objetos desejáveis. O pilar transformou-se nas Duas Árvores de Valinor, com seu aspecto de Árvore da vida, iluminando o mundo. A tampa decorada tornou-se os brilhantes Silmarils, que incorporavam o que restava da luz das Duas Árvores, conectando assim os símbolos.
Assim como o Um Anel, o Sampo é disputado por forças do bem e do mal e, por fim, é perdido para o mundo ao ser destruído no final da história. O personagem central do Kalevala, Wainamoinen, compartilha com Gandalf origens imortais e uma natureza sábia, e ambas as obras terminam com a partida do personagem em um navio para terras além do mundo mortal. Tolkien também baseou elementos de sua língua élfica Quenya no finlandês. Outros críticos identificaram semelhanças entre Väinämöinen e Tom Bombadil.

### Clássico

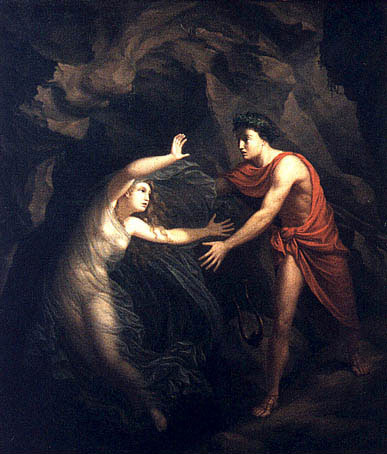
No mito clássico, Orfeu quase resgata Eurídice do Hades, mas ela sofre uma segunda morte. Na versão de Tolkien, Lúthien assume o papel de Orfeu, resgatando Beren três vezes, e eles desfrutam de uma segunda vida juntos.

A influência da mitologia grega é evidente no desaparecimento da ilha de Númenor, que remete a Atlântida. O nome élfico de Tolkien para Númenor, "Atalantë", lembra a Atlântida de Platão,(Tolkien 1977, p. 281) reforçando a ilusão de que sua mitologia apenas estende a história e a mitologia do mundo real. Em suas Cartas, no entanto, Tolkien descreveu isso como uma "coincidência curiosa".
A mitologia clássica colore os Valar, que tomam emprestados muitos atributos dos deuses olímpicos. Os Valar, como os olímpicos, vivem no mundo, mas em uma montanha elevada, separados dos mortais; Ulmo, Senhor das Águas, deve muito a Poseidon, enquanto Manwë, Senhor do Ar e Rei dos Valar, lembra Zeus.
Tolkien comparou Beren e Lúthien a Orfeu e Eurídice, mas com os papéis de gênero invertidos. Édipo é mencionado em conexão com Túrin em Os Filhos de Húrin, entre outras figuras mitológicas:
| “ | Há Os Filhos de Húrin, a trágica história de Túrin Turambar e sua irmã Níniel – da qual Túrin é o herói: uma figura que poderia ser dita (por pessoas que gostam desse tipo de coisa, embora não seja muito útil) derivada de elementos de Sigurd, o Volsungo, Édipo e o finlandês Kullervo. | ” |

Fëanor foi comparado a Prometeu por pesquisadores como Verlyn Flieger [en]. Ambos compartilham uma associação simbólica e literal com o fogo, são rebeldes contra os decretos dos deuses e inventores de artefatos que eram fontes de luz ou recipientes para a chama divina.

### Celta

#### Galês e Irlandês

Influências clássicas, medievais e recentes na geografia e nos povos da Terra Média. Todas as localizações são aproximadas.

A extensão da influência celta tem sido debatida. Tolkien escreveu que deu à língua élfica Sindarin "um caráter linguístico muito semelhante (embora não idêntico) ao galês ... porque parece se adequar ao tipo 'celta' de lendas e histórias contadas sobre seus falantes". Alguns nomes de personagens e lugares em O Hobbit e O Senhor dos Anéis têm origem galesa; por exemplo, Crickhollow no Condado lembra o topônimo galês Crickhowell [en], enquanto o nome de hobbit Meriadoc [en] foi sugerido como uma alusão a um rei lendário da Bretanha, embora Tolkien negasse qualquer conexão. Além disso, a representação dos Elfos foi descrita como derivada da mitologia celta.
Tolkien expressou "certo desgosto" pelas lendas celtas, "principalmente por sua irracionalidade fundamental", mas estudiosos consideram que O Silmarillion apresenta influências celtas. O exílio dos Elfos Noldor, por exemplo, tem paralelos com a história dos Tuatha Dé Danann na mitologia irlandesa. Os Tuatha Dé Danann, seres semidivinos, invadiram a Irlanda vindos do mar, queimando seus navios ao chegar e travando uma feroz batalha com os habitantes locais. Os Noldor chegaram à Terra Média vindos de Valinor, queimaram seus navios e voltaram-se para lutar contra Melkor. Outro paralelo pode ser visto entre a perda de uma mão por Maedhros, filho de Fëanor, e a mutilação semelhante sofrida por Nuada Airgetlám / Llud llaw Ereint [en] ("Mão/Braco de Prata") durante a batalha contra os Firbolg. Nuada recebeu uma mão de prata para substituir a perdida, e seu apelido posterior tem o mesmo significado que o nome élfico Celebrimbor: "punho de prata" ou "Mão de prata" em Sindarin (Telperinquar em Quenya).
A palestra O'Donnell de Tolkien em 1955 na Universidade de Oxford, intitulada "Inglês e Galês [en]", aborda seu apreço pela musicalidade da língua galesa, que ele afirma ter influenciado os sons da língua élfica Sindarin. Ele expressou sua afinidade pelo galês ao dizer: "O galês é desta terra, desta ilha, a língua mais antiga dos homens da Grã-Bretanha; e o galês é belo."

#### Lendas Arturianas
As lendas arturianas fazem parte do patrimônio cultural celta. Tolkien negou sua influência, mas críticos identificaram vários paralelos. Autores como Donald O'Brien, Patrick Wynne, Carl Hostetter [en] e Tom Shippey [en] apontaram semelhanças entre a história de Beren e Lúthien em O Silmarillion e Culhwch e Olwen, um conto do Mabinogion galês. Em ambos, os heróis masculinos fazem promessas precipitadas após serem cativados pela beleza de donzelas não mortais; ambos buscam a ajuda de grandes reis, Artur e Finrod; ambos mostram anéis que provam suas identidades; e ambos recebem tarefas impossíveis que incluem, direta ou indiretamente, a caça e a morte de feras ferozes (os javalis selvagens, Twrch Trwyth e Ysgithrywyn, e o lobo Carcharoth) com a ajuda de um cão sobrenatural (Cafall e Huan). Ambas as donzelas possuem tal beleza que flores brotam sob seus pés quando encontram os heróis pela primeira vez, como se fossem encarnações vivas da primavera. O Mabinogion fazia parte do Livro Vermelho de Hergest, uma fonte de tradição celta galesa, que o Livro Vermelho de Westmarch, uma suposta fonte de lendas hobbits, provavelmente imita.
Gandalf foi comparado a Merlin, Frodo e Aragorn a Artur, e Galadriel à Dama do Lago. Flieger investigou as correlações e os métodos criativos de Tolkien. Ela aponta correspondências visíveis, como Avalon e  Avallónë, e Brocéliande e Broceliand, o nome original de Beleriand. O próprio Tolkien disse que a partida de Frodo e Bilbo para Tol Eressëa (também chamada "Avallon" no Legendário) era um "final arturiano". Tais correlações são discutidas na obra publicada postumamente A Queda de Artur; uma seção, "A Conexão com o Quenta", explora o uso de material arturiano por Tolkien em O Silmarillion. Outro paralelo está entre a história arturiana de Sir Balin [en] e a de Túrin Turambar de Tolkien. Embora Balin saiba que empunha uma espada amaldiçoada, ele continua sua busca para reconquistar o favor do Rei Artur. O destino o alcança quando, sem saber, mata seu próprio irmão, que o fere mortalmente. Túrin, acidentalmente, mata seu amigo Beleg com sua espada.

### Eslavo
Há alguns ecos da mitologia eslava nos romances de Tolkien, como os nomes do mago Radagast e sua casa em Rhosgobel, em Rhovanion. Todos os três parecem estar conectados ao deus eslavo [en] Rodegast [en], um deus do sol, guerra, hospitalidade, fertilidade e colheita. O Anduin, o nome sindarin para o Grande Rio de Rhovanion, pode estar relacionado ao rio Danúbio, que flui principalmente entre os povos eslavos e desempenhou um papel importante em seu folclore.

## História
A Batalha dos Campos do Pelennor no final de O Senhor dos Anéis pode ter sido inspirada por um conflito da antiguidade do mundo real. Elizabeth Solopova [en] observa que Tolkien repetidamente se referiu a um relato histórico da Batalha dos Campos Cataláunicos por Jordanes, e analisa as semelhanças entre as duas batalhas. Ambas ocorrem entre civilizações do "Leste" e do "Oeste", e, como Jordanes, Tolkien descreve sua batalha como uma de fama lendária que perdurou por várias gerações. Outra semelhança aparente é a morte do rei Teodorico I nos Campos Cataláunicos e a de Théoden no Pelennor. Jordanes relata que Teodorico foi jogado de seu cavalo e pisoteado até a morte por seus próprios homens, que avançavam. Théoden reúne seus homens pouco antes de cair e ser esmagado por seu cavalo. E, como Teodorico, Théoden é levado do campo de batalha com seus cavaleiros chorando e cantando por ele enquanto a batalha ainda prossegue.

## Literatura

### Shakespeare

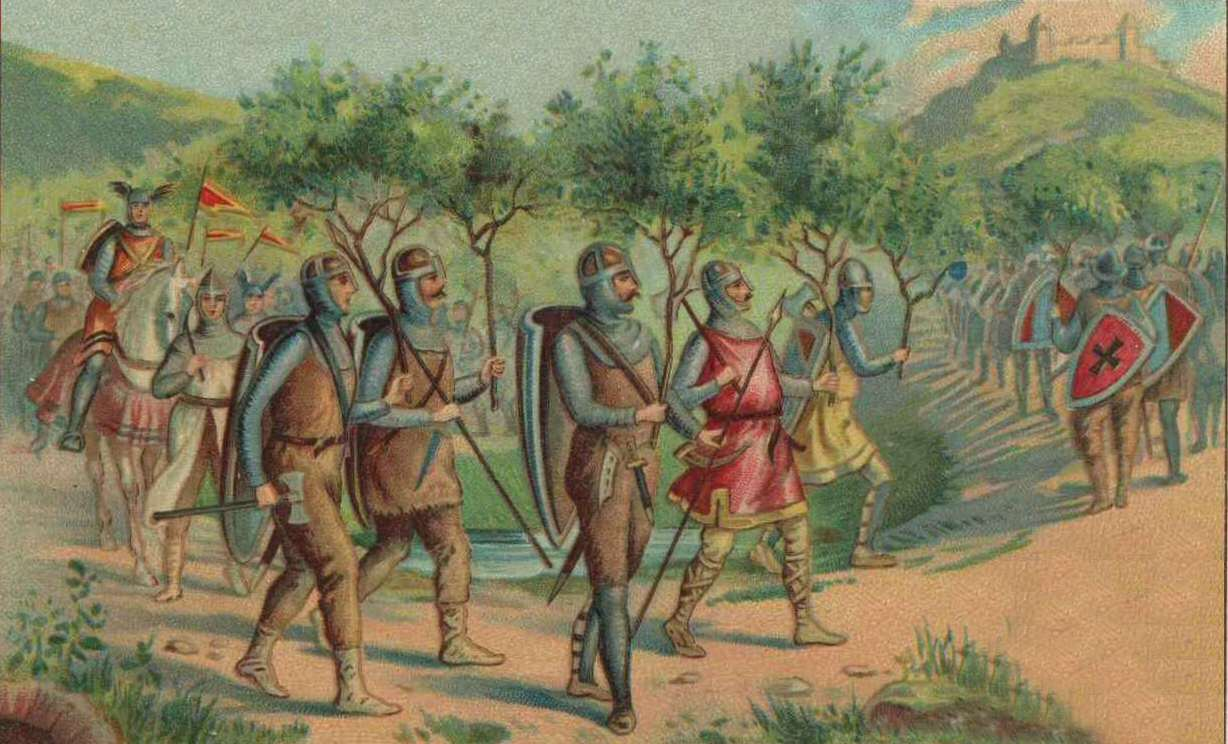
Bosque de Birnam chega a Dunsinane, como ramos carregados por soldados armados, na versão de Shakespeare. Tolkien achou considerou isso profundamente decepcionante.

A influência de Shakespeare [en] foi significativa em Tolkien, apesar de sua declarada antipatia pelo dramaturgo. Tolkien desaprovava especialmente a desvalorização dos elfos por Shakespeare e ficou profundamente decepcionado com a explicação prosaica de como o Bosque de Birnam [en] chegou a Dunsinane [en] em Macbeth. Tolkien foi influenciado particularmente por Macbeth e Sonho de uma Noite de Verão, e usou Rei Lear para tratar de "questões de realeza, loucura e sucessão". Ele provavelmente se inspirou em várias outras peças, incluindo O Mercador de Veneza, Henrique IV, Parte 1 e Trabalhos de Amor Perdidos, além da poesia de Shakespeare, para diversos efeitos em seus escritos sobre a Terra Média. O estudioso de Tolkien Tom Shippey sugere que Tolkien pode até ter sentido uma espécie de afinidade com Shakespeare, já que ambos eram originários do condado de Warwickshire.

### Antiquarianismo
Estudiosos como Nick Groom situam Tolkien na tradição do antiquarianismo inglês, onde autores do século XVIII, como Thomas Chatterton, Thomas Percy [en] e William Stukeley, criaram uma ampla variedade de materiais com aparência antiga [en], assim como Tolkien, incluindo caligrafia, línguas inventadas,  manuscritos medievais forjados, genealogias [en], mapas [en], heráldica [en] e uma massa de paratextos inventados, como notas e glossários. Will Sherwood comenta que esses elementos não narrativos "soarão familiares, pois são as técnicas que [Tolkien] usou para imergir os leitores em Arda." Sherwood argumenta que Tolkien intencionalmente buscou aprimorar a falsificação antiquária, eventualmente criando "os códigos e convenções da literatura fantástica moderna".

### Moderno
Thomas Kullmann e Dirk Siepmann escrevem que O Senhor dos Anéis imita "poesia épica da Grécia antiga, Irlanda e Inglaterra; romances modernos iniciais, folclore e contos de fadas; tradições retóricas e poesia popular", acrescentando que a tradição mais utilizada por Tolkien não é nenhuma dessas, mas a influência frequentemente negligenciada da "escrita de romances do século XIX e início do século XX". Claire Buck, escrevendo na Enciclopédia de J.R.R. Tolkien, explora seu contexto literário, enquanto Dale Nelson, na mesma obra, analisa 24 autores cujas obras apresentam paralelos com elementos dos escritos de Tolkien. Figuras literárias do pós-guerra, como Anthony Burgess, Edwin Muir [en], Philip Toynbee [en] e o crítico Colin Manlove [en], variadamente desdenharam O Senhor dos Anéis, mas outros, como Naomi Mitchison [en] e Iris Murdoch, respeitaram a obra, e W. H. Auden a defendeu. Esses primeiros críticos descartaram Tolkien como não modernista. Críticos posteriores posicionaram Tolkien mais próximo da tradição modernista, com sua ênfase na linguagem e na temporalidade, enquanto sua ênfase pastoral é compartilhada com poetas da Primeira Guerra Mundial e o movimento georgiano [en]. Buck sugere que, se Tolkien pretendia criar uma mitologia para a Inglaterra, isso se encaixaria na tradição da literatura pós-colonial inglesa e dos muitos romancistas e poetas que refletiram sobre o estado da sociedade inglesa moderna e a natureza da identidade inglesa.
Tolkien reconheceu alguns autores de histórias de aventura eduardianas [en], como John Buchan e H. Rider Haggard, por escreverem excelentes histórias. Tolkien afirmou que "preferia os romances contemporâneos mais leves", como os de Buchan. Críticos detalharam ressonâncias entre os dois autores. Auden comparou A Sociedade do Anel ao thriller de Buchan Os Trinta e Nove Degraus [en]. Nelson afirma que Tolkien respondeu de forma bastante direta ao "romance de aventura mitopoético e direto" de Haggard. Tolkien escreveu que histórias sobre "índios vermelhos" eram suas favoritas quando menino; Shippey compara a viagem da Sociedade pelo rio, de Lothlórien até Tol Brandir, "com suas canoas e transportes", ao romance histórico de James Fenimore Cooper, O Último dos Moicanos, de 1826. Shippey escreve que os cavaleiros de Éomer em Rohan, na cena no Estemnet, giram e cercam "os estranhos, com armas em punho", de uma forma "mais parecida com a imagem dos velhos filmes dos Comanches ou Cheyennes do que qualquer coisa da história inglesa".
Quando entrevistado, o único livro que Tolkien nomeou como favorito foi o romance de aventura de Himes Haggard, Ela: "Suponho que, quando menino, Ela me interessou tanto quanto qualquer outra coisa – como o caco grego de Amyntas [Amenartas], que era o tipo de mecanismo que dava início a tudo." Um suposto fac-símile desse caco de cerâmica apareceu na primeira edição de Haggard, e a inscrição antiga que ele continha, uma vez traduzida, levou os personagens ingleses ao reino antigo de Ela, talvez influenciando o Testamento de Isildur em O Senhor dos Anéis e os esforços de Tolkien para produzir uma página com aparência realista do Livro de Mazarbul [en]. Críticos, começando com Edwin Muir [en], encontraram semelhanças entre os romances de Haggard e os de Tolkien. A morte de Saruman foi comparada ao encolhimento súbito de Ayesha quando ela entra na chama da imortalidade.

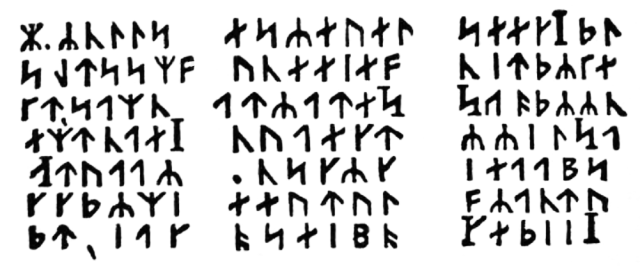
Criptograma Rúrico de Verne de Viagem ao Centro da Terra.

Paralelos entre O Hobbit e Viagem ao Centro da Terra de Jules Verne incluem uma mensagem rúnica oculta e um alinhamento celestial que guia os aventureiros aos objetivos de suas quests.
Tolkien escreveu que ficou impressionado quando menino pelo romance histórico de fantasia de Samuel Rutherford Crockett [en], O Douglas Negro [en], e que o usou para a batalha com os wargs em A Sociedade do Anel; críticos sugeriram outros incidentes e personagens que ele pode ter inspirado, mas outros advertiram que as evidências são limitadas. Tolkien afirmou que leu muitos livros de Edgar Rice Burroughs, mas negou que os romances de Barsoom influenciaram suas aranhas gigantes, como Laracna e Ungoliant: "Desenvolvi uma antipatia pelo seu Tarzan ainda maior que meu desgosto por aranhas. Aranhas eu conheci muito antes de Burroughs começar a escrever, e não acho que ele seja de forma alguma responsável por Laracna. De qualquer modo, não guardo memória dos Siths ou dos Aptos."
The Pickwick Papers de Charles Dickens apresentam reflexos em Tolkien; por exemplo, o discurso de Bilbo na festa de aniversário ecoa o primeiro discurso de Pickwick ao seu grupo. William Morris foi uma grande influência [en]. Tolkien desejou imitar o estilo e o conteúdo dos romances em prosa e poesia de Morris, e fez uso de elementos como os Pântanos Mortos e Floresta das Trevas. Outro foi o autor de fantasia George MacDonald, que escreveu A Princesa e o Goblin. Livros do autor Inkling Owen Barfield contribuíram para sua visão de mundo, particularmente O Trompete de Prata (1925), História em Palavras Inglesas (1926) e Dicção Poética (1928). The Marvellous Land of Snergs [en] de Edward Wyke-Smith [en], com seus personagens "altos como mesa", influenciou os incidentes, temas e a representação dos Hobbits, assim como o personagem George Babbitt de Babbitt. A descrição dos Morlocks subterrâneos por H. G. Wells em seu romance de 1895 The Time Machine sugere algumas inspirações para os monstros de Tolkien.

## Experiência Pessoal

### Infância
Alguns locais e personagens foram inspirados pela infância de Tolkien no rural Warwickshire, onde, a partir de 1896, ele viveu perto de Moinho de Sarehole [en] e, mais tarde, em Birmingham, próximo ao Reservatório de Edgbaston [en]. Há também indícios da vizinha Black Country industrial; ele afirmou que baseou a descrição da industrialização de Isengard por Saruman e do Condado da Terra Média na Inglaterra. O nome do buraco-hobbit de Bilbo, "Bolsão [en]", era o nome real da casa de sua tia Jane Neave em Worcestershire, em Dormston [en].

### Guerra

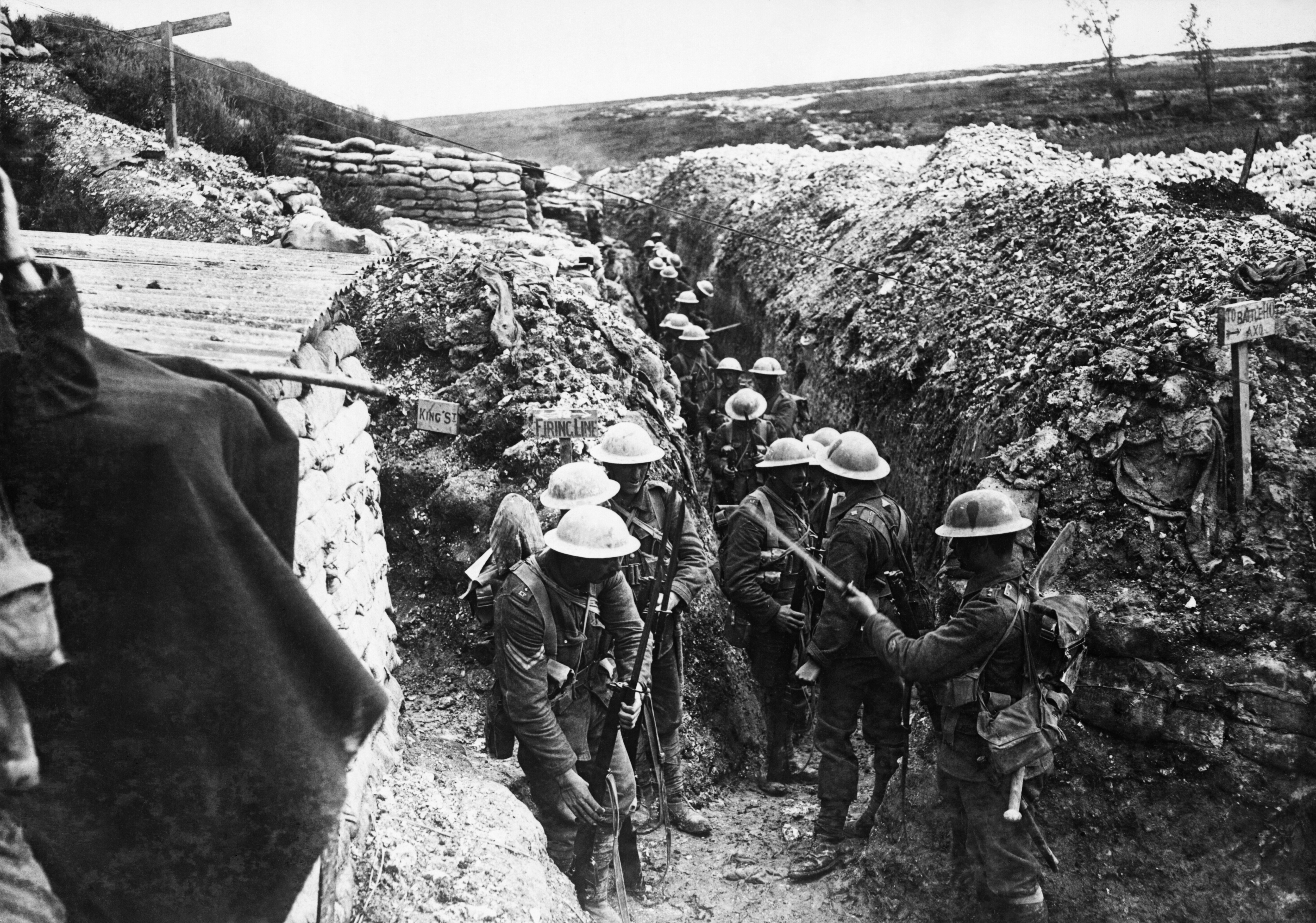
Tolkien afirmou que sua experiência de trincheira com seu regimento, os en (fotografados), na Frente Ocidental na Primeira Guerra Mundial influenciou sua descrição da paisagem ao redor de Mordor.

Na publicação de O Senhor dos Anéis, houve especulações de que o Um Anel seria uma alegoria para a bomba atômica; Alan Nicholls escreveu que "A proximidade de sua analogia com a situação humana lhe confere uma terrível realidade e relevância. É uma representação em prosa-poética do crepúsculo mental do mundo moderno, obscurecido pelo poder negro ... da bomba atômica". O poeta e novelista Edwin Muir [en] discordou, escrevendo que não poderia ser diretamente equiparado à bomba de hidrogênio, pois "parece representar o mal em si". Tolkien insistiu que o livro não era alegórico, e apontou que havia concluído a maior parte do livro, incluindo o final, antes do primeiro uso de bombas atômicas. No entanto, em uma carta de 1960, ele escreveu que "Os Pântanos Mortos [ao norte de Mordor] e as aproximações ao Morannon [uma entrada para Mordor] devem algo ao norte da França após a Batalha do Somme", e, no prefácio de O Senhor dos Anéis, que a Primeira Guerra Mundial foi "não menos horrível" para seus jovens participantes do que a Segunda. Em setembro e outubro de 1916, Tolkien participou da Batalha do Somme como oficial de sinais, antes de ser enviado para casa com febre das trincheiras. Estudiosos de Tolkien concordam que ele  respondeu à guerra criando seu legendarium da Terra Média. Comentadores sugeriram múltiplas correspondências entre as experiências de Tolkien na guerra e aspectos de seus escritos sobre a Terra Média. Por exemplo, os dragões metálicos que atacam os elfos na batalha final de A Queda de Gondor lembram os tanques recém-inventados que Tolkien viu. O colega Inkling C.S. Lewis, que lutou na Batalha de Arras de 1917, escreveu que O Senhor dos Anéis retratava realisticamente a "qualidade da guerra que minha geração conheceu", incluindo "os civis em fuga, as amizades vívidas e animadas, o pano de fundo de algo como desespero e o primeiro plano alegre, e os ganhos enviados pelo céu, como um esconderijo de tabaco 'salvado' de uma ruína".

### Inklings
Tolkien foi um membro central dos Inklings, um grupo informal de discussão literária associado à Universidade de Oxford entre o início dos anos 1930 e o final de 1949. O grupo compartilhava, nas palavras de Colin Duriez [en], "uma visão orientadora da relação entre imaginação, mito e realidade, e de uma visão de mundo cristã na qual uma espiritualidade pagã é vista como prefigurando o advento de Cristo e a história cristã". Shippey adiciona que o grupo estava "preocupado" com "pagãos virtuosos", e que O Senhor dos Anéis é claramente uma história de tais pessoas no passado sombrio antes da revelação cristã. Ele ainda escreve que o que Tolkien chamava de  teoria nórdica da coragem, ou seja, que mesmo uma derrota total não torna errado o que é certo, era uma "crença vital" compartilhada por Tolkien e outros Inklings. O grupo também considerava questões filosóficas que encontraram eco nos escritos de Tolkien, entre elas o antigo debate dentro do cristianismo sobre a natureza do mal. Shippey observa a declaração boetiana de Elrond de que "nada é mau no início. Mesmo [o Senhor do Escuro] Sauron não era assim", ou seja, todas as coisas foram criadas boas; mas que os Inklings, como evidenciado por Cristianismo Puro e Simples de C. S. Lewis, livro 2, seção 2, em certa medida toleravam a visão maniqueísta de que o Bem e o Mal são igualmente poderosas e lutam entre si no mundo. Shippey escreve que os Espectros do Anel de Tolkien incorporam uma ideia Inkling e Boetiana, encontrada em Lewis e Charles Williams, de coisas sendo deformadas, a palavra "wraith" sugerindo "writhe" (torcer) e "wrath" (ira), glossada como "uma emoção torcida"; até mesmo o mundo se tornou torto, de modo que os homens não podiam mais navegar pela  estrada reta a oeste para as Terras Imortais. Mesmo assim, Shippey escreve, a experiência pessoal de guerra de Tolkien era maniqueísta: o mal parecia pelo menos tão poderoso quanto o bem, e poderia facilmente ter sido vitorioso, um fio que também pode ser visto na Terra Média. Em um nível pessoal, a amizade de Lewis encorajou grandemente Tolkien a continuar com O Senhor dos Anéis; ele escreveu que sem Lewis "eu nunca teria levado O Senhor dos Anéis a uma conclusão".

### J. R. R. Tolkien
1. ↑  (Tolkien 1984b, pp. 266–269)
2. ↑  (Tolkien 1984b, p. 266)
3. 1 2 3  (Tolkien 1932) e (Tolkien 1934)
4. 1 2  (Tolkien 1989, Cap. XXV, pp. 435, 439, nota 4)
5. 1 2 3  (Tolkien 2007, Apêndice de "Report on the excavation of the prehistoric, Roman and post-Roman site in Lydney Park, Gloucestershire", Reports of the Research Committee of the Society of Antiquaries of London, 1932; também em Tolkien Studies: An Annual Scholarly Review, Vol. 4, 2007)
6. ↑  (Carpenter 2023, #142 a Robert Murray, SJ, Dezembro de 1953)
7. 1 2 3  (Carpenter 2023, #181 a M. Straight, Janeiro de 1956)
8. ↑  (Tolkien 1993, "Athrabeth Finrod Ah Andreth", pp. 322, 335)
9. 1 2 3  (Chance 2004, p. 169)
10. 1 2  (Carpenter 2023, #154 a Naomi Mitchison, setembro de 1954)
11. ↑  (Carpenter 2023, #154 a Naomi Mitchison, setembro de 1954, e #227 a Mrs Drijver, janeiro de 1961)
12. ↑  (Tolkien 1954a, "Nota sobre os Registros do Condado")
13. ↑  (Tolkien 1977, p. 357)
14. ↑  (Tolkien 2013, A Queda de Arthur)
15. ↑  (Tolkien 1937, p. 183, nota 10)
16. ↑  (Tolkien 1937, pp. 6–7)
17. 1 2  (Tolkien 1991)
18. ↑  (Carpenter 2023, #226 ao Professor L. W. Forster, 31 de 1960)

- Carpenter, Humphrey (2023). The Letters of J. R. R. Tolkien: Revised and Expanded Edition [As Cartas de J. R. R. Tolkien: Edição Revisada e Ampliada]. Nova Iorque: Harper Collins. ISBN 978-0-35-865298-4
- Tolkien, J. R. R. (1937).  Anderson, Douglas A., ed. The Annotated Hobbit [O Hobbitt anotado]. Boston: Houghton Mifflin. ISBN 978-0-618-13470-0
- Tolkien, J. R. R. (1954). The Lord of the Rings: The Two Towers [O Senhor dos Anéis: As Duas Torres]. Boston: Houghton Mifflin. OCLC 1042159111
- Tolkien, J. R. R. (1954a). The Lord of the Rings: The Fellowship of the Ring [O Senhor dos Anéis: A Sociedade do Anel]. Boston: Houghton Mifflin. OCLC 9552942
- Tolkien et. al, J. R. R. (1963). Angles and Britons: O'Donnell lectures [Anglos e britânicos: Palestras de O'Donnell]. Cardiff: University of Wales Press. OCLC 502459920
- Tolkien, J. R. R. (1977).  Tolkien, Christopher, ed. The Silmarillion [O Silmarillion]. Boston: Houghton Mifflin. ISBN 978-0-395-25730-2
- Tolkien, J. R. R. (1984b).  Tolkien, Christopher, ed. The Book of Lost Tales [O Livro dos Contos Perdidos]. 2. Boston: Houghton Mifflin. ISBN 0-395-36614-3
- Tolkien, J. R. R. (1993).  Tolkien, Christopher, ed. Morgoth's Ring [Anel de Morgoth]. Boston: Houghton Mifflin. ISBN 0-395-68092-1
- Tolkien, J. R. R. (2013). «The Connection to the Quenta» [A conexão com o Quenta]. The Fall of Arthur [A queda de Arthur]. [S.l.]: HarperCollins
- Tolkien, J. R. R. (1991). «Foreword to the Second Edition» [Prefácio da segunda edição]. The Lord of the Rings [O Senhor dos Anéis]. [S.l.]: HarperCollins. ISBN 0-261-10238-9